# ギィ・フォワシィ・シアター
ギィ・フォワシィ・シアターはフランスの劇作家・ギィ・フォワシィの戯曲を専門に上演するために、1977年に谷正雄氏によって設立された演劇カンパニー。主催である谷正雄氏が他界する2014年まで38年間に82回の本公演が上演された。
所在地は東京都豊島区東池袋。両国のシアターΧ、銀座みゆき館劇場、東池袋の「あうるすぽっと」を中心に活動していた。
ギィ・フォワシィ演劇コンクールを主催（第1回～第5回）していた。

## 上演記録
- 『関節炎』梅田晴夫・訳　谷正雄・演出　新宿ジロー（1977年）
- 『スペシャル・サン』藤崎真知子・訳　谷正雄・演出　新宿ジロー（1977年）
- 『相寄る魂』　梅田晴夫・訳　石田エルザ・演出　日比谷ジロー（1977年）
- 『石を狙え』　神谷香代子・訳　宮原庸太郎・演出　新宿ジロー　（1977年）
- 『ファンファーレを待ちながら』　和田誠一・訳　石田エルザ・演出　（1977年）
- 『ムッシュー・ニャカ』　宮原庸太郎・訳、演出　（1977年）
- 『結婚広告』宮原庸太郎・訳、演出　（1978年）
- 『相寄る魂』フランス語上演　カトリーヌ・ミレーヌ演出　（1979年）
- 『救急車』　和田誠一・訳　米本一夫・演出　ジアンジアン（1979年）
- 『雫』　佐藤実枝・訳　文芸坐ルピリエ　（1980年）
- 『入江』　小沢僥謳・訳　中村哮夫・演出　パルモス青芸館（1980年）
- 『ファンファーレを待ちながら』　和田誠一・訳　野田雄司・演出　パルモス青芸館（1980年）
- 『かたつむり』　佐藤実枝・訳　水田晴康・演出　文芸坐ルピリエ　（1980年）
- 『相寄る魂』　岩瀬孝・訳　『親父の説教』佐藤実枝・訳　水田晴康・演出　文芸坐ルピリエ　（1981年）

- 『オーカッサンとニコレット』　平山勝・台本演出　シアターX　（2008年）
- ギィ・フォワシィ・シアター35周年公演　『派遣の女』佐藤康・訳　村田大・演出　『橋の上の男』山本邦彦・訳　山崎哲史・演出　『湾岸から遠く離れて』中条忍・訳　原田一樹・演出　（2010年）
- ギィ・フォワシィのブラックな3作『関節炎』梅田晴夫・訳、『誘拐』山本邦彦・訳、『動機』利光哲夫・訳　山崎哲史・演出　シアターX（2011年）
- 『関節炎』梅田晴夫・訳　前嶋のの・演出　『動機』利光哲夫・訳　山崎哲史・演出　北見市文化会館（2011年）
- 『複合過去』佐藤実枝・訳『エリゼ・ビスマルクの長い人生』山本邦彦・訳　関川慎二・演出　シアターX（2012年）

- 『動機』利光哲夫・訳『デモ隊』山本邦彦・訳+ショートコント4作『いらだち』『最初の読書』『ドジな話』『死はピン一本で』山崎哲史・演出　シアターX（2013年）
- 『相寄る魂』『ファンファーレを待ちながら』　山本健翔・演出　スタジオAR　（2014年）

## 受賞歴
- フランス政府芸術文化勲章シュバリエ（2001年）[2]

## 主な関係者

### 翻訳者
- 梅田晴夫
- 和田誠一
- 宮原庸太郎
- 利光哲夫
- 佐藤実枝
- 岩瀬孝
- 山本邦彦
- 中条忍

### 出演者
- 納屋悟朗
- 斎藤昌子
- 中村まり子
- 神山寛（劇団俳優座）
- 原知佐子
- 南谷朝子
- 麻志那恂子（文学座）
- 藤堂陽子（文学座）
- 小林哲子
- うえだ俊
- 嶋隆静
- 左時枝
- 高山春夫
- 真知子ラヴォー（ピアノ）
- 今井敦

### 演出家
- キノトール
- 山本健翔
- 原田一樹（劇団キンダースペース）
- 花房徹
- 沢田次郎
- 平山勝
- 内田透
- 貝山武久
- 山崎哲史（花天月地プロジェクト）
- 岡田正子
- 村田大（演劇集団 円）

### 協力スタッフ
- 滝善光（舞台美術）
- 小関英勇（照明・舞台監督）
- 小林潤史（舞台監督）
- クリスティアン（イラストレーター）
- 阿部洋子（音響）
- 平樹典子（オフィス樹＝制作）
- 中川忠満（写真）
- 椋地むく（宣伝美術）